# Danmark på hovedet
Danmark på hovedet er et dansk sketchshow fra 2020 med Mick Øgendahl som vært. Programmet handler om hvordan danskerne håndterer corona-epidemien og de medvirkende er bl.a. Jonas Mogensen, Mahamad Habane, Christian Fuhlendorff, Linda P og skuespiller Anders Brink Madsen. Alle medvirkende spiller en karakter og skildrer nogle af de situationer, som danskerne oplever under epidemien.
Programmet havde premiere den 2. april, 2020.

## Persongalleri

### Diverse indslag
- Shooter82 (Christian Fuhlendorff), en computer gamer, der bor hjemme hos sin mor. Han er fuldstændig upåvirket af krisen og lever i sin egen verden. Han anvender ofte gamer slang som mest gamere forstår.

- Swingerklub-ejer (Mahamad Habane). Han er grænsesøgende og ejer en Swingerklub.

- Karsten Dethlefsen (Anders Brink Madsen), en pedel på Lupinvængets skole. Han er stadig i karantæne på skolen.

- Jytte von Due (Linda P), en gossip-journalist, der opsummerer, hvad de kendte foretager sig under krisen mens hun snakker om sin egen fortid.

- Gudfred Vildekrig Jensen (Christian Fuhlendorff), en anerkendt og synforstyret biolog.

- Karen Q (Linda P), en social pædagog, der går op i alternativ vegansk mad. Hun kommer med madlavningstips.

- Anonym indbrydstyv (Mahamad Habane).